# Whole Lotta Rosie
Whole Lotta Rosie, é uma canção da banda australiana de rock n' roll e heavy metal, AC/DC. A música faz parte do álbum Let There Be Rock, produzido em 1977 com versões nacionais (somente na Austrália) e internacionais. É conhecida por ser a oitava e ultima faixa do álbum. Foi composta por Angus Young, Malcolm Young e Bon Scott, também é uma das músicas mais conhecidas da banda, sendo tocadas em suas turnês pelo mundo.

## Créditos
- Angus Young - guitarra
- Malcolm Young - guitarra e voz
- Bon Scott - vocal
- Mark Evans - baixo
- Phil Rudd - baterista

## Paradas
| Parada (1978)                     | Melhor posição |
| --------------------------------- | -------------- |
| Bélgica (Ultratop 50 de Flandres) | 12             |
| Países Baixos (Dutch Top 40)      | 3              |
| Países Baixos (Single Top 100)    | 5              |
| Parada (1980)                     | Melhor posição |
| UK (Official Charts Company)      | 36             |
| Parada (2012)                     | Melhor posição |
| UK (Official Charts Company)      | 68             |